# Nikolaos Sifunakis
Nikolaos Sifunakis (Rethymno, 21 dicembre 1949) è un politico greco, europarlamentare dal 2004 al 2007.

## Biografia
Sifunakis è stato eletto al Parlamento europeo con il Movimento Socialista Panellenico e il Partito Socialista Europeo.
Nel 2004 è stato eletto Presidente della Commissione per la cultura e l'istruzione del Parlamento europeo.